# Айя Авиньонская
Айя Авиньонская (фр. Aye d'Avignon) — персонаж chansons de geste (Нантейльская жеста), героиня одноимённой поэмы, вымышленная племянница Карла Великого. Жена Гарнье де Нантейля, затем короля Мальорки Ганора.

## Поэма «Айя Авиньонская»
Датируется примерно 1195—1205 годами. Текст сохранился в единственной рукописи и состоит из 4132 двенадцатисложных стихов; лессы связаны как рифмами, так и ассонансами. Издавалась в 1861 и 1967 годах.

### Сюжет
Гарнье, сын Доона де Нантейля, рано лишился отца и был воспитан Карлом Великим, который даёт ему в жены свою племянницу Айю, хотя её покойный отец сговорил её с Беранжье, сыном Ганелона. Из-за этого между Гарнье и Беранжье разгорается ожесточенная вражда. Айа попадает в руки врагов, Авиньон оказывается разграбленным и сожжённым. Карл выступает в поход против клана Гарнье (императора убеждают, что Гарнье злоумышлял на него). Айя бежит на Мальорку и попадает в плен к сарацинскому королю Ганору. Беранжье сговаривается с Марсилием (сарацинским королём Испании), который начинает войну с Ганором. Гарнье находит жену на Мальорке и переодетым проникает ко двору Ганора. Война завершается победой Ганора, который отплывает в Мекку, оставив свои земли на попечение Гарнье. Гарнье и Айя бегут в Авиньон, и Айя рожает там сына Ги. Маленького Ги обманом похищает Ганор. Война с Беранжье возобновляется, Гарнье погибает в одном из сражений. К Айе сватается Милон Арденский, племянник Ганелона, но Айа медлит с ответом. Подросший Ги во главе отрядов Ганора расправляется с убийцами отца, а затем выдает мать замуж за своего заботливого воспитателя, принявшего христианство.

## «Тристан де Нантейль»
Айя действует также в поэме, основным героем которой является её внук Тристан де Нантейль. Айя и Ганор попадают в сарацинский плен, но Айе удаётся бежать, она одевается в мужской наряд и под именем Гандиона принимает посвящение в рыцари. При дворе султана её чуть не женят на Эглантине, жене её сына Ги (Ги и Эглантину тоже схватили пираты). В конце концов Тристан всех освобождает, но во Франции Ги и Эглантину убивают предатели, и Айя умирает от горя.